# Rio Aff
O rio Aff (em bretão:  Av) é um rio dos departamentos de Ille-et-Vilaine e Morbihan, na Bretanha, no noroeste da França. Tem comprimento de 65 km e é afluente do rio Oust. Está canalizado ao longo de 7 km entre Glenac (onde conflui com o Oust) e La Gacilly. 
Ao longo do seu percurso passa pelas comunas de Paimpont, Campénéac, Beignon, Plélan-le-Grand, Saint-Malo-de-Beignon, Guer, Loutehel, Maure-de-Bretagne, Les Brulais, Comblessac, Quelneuc, Bruc-sur-Aff, Sixt-sur-Aff, Carentoir, La Chapelle-Gaceline, La Gacilly, Cournon, Glénac, Bains-sur-Oust e Saint-Vincent-sur-Oust.